# Devotio
Una devotio, en la religión de la Antigua Roma, era una forma extrema de votum (una ofrenda en cumplimiento de una promesa hecha anteriormente) por la que un general romano hacía votos de sacrificar su propia vida y la de sus enemigos en la batalla, para salvar a su ejército y consagrarlas a los dioses ctónicos, a cambio de la victoria. La descripción más amplia del ritual está dada por el historiador Tito Livio, en relación con el autosacrificio de Decio Mus en el 359 a. C. La palabra española "devoción" deriva de la devotio latina.
La devotio puede ser una forma de consecratio, un ritual por el que algo se consagraba a los dioses.
La devotio a veces se ha interpretado a la luz de los sacrificios humanos en la Antigua Roma, como un sustituto de la tradición arcaica, cuando los sacrificados eran arrojados al río Tíber y Walter Burkert lo veía como una forma de chivo expiatorio o ritual pharmacos. Durante el siglo I a. C., la devotio podría significar en general, "cualquier oración o ritual que entregaba alguna persona o cosa a los dioses del inframundo para su destrucción".

## Fórmula de ladevotio
Tito Livio escribió con cierto detalle la fórmula de la plegaria usada para hacer una devotio. Aunque era un momento en que las innovaciones religiosas de Augusto estaban a menudo envueltas en la tradición antigua de la pietas y se apelaba al mos maiorum, los aspectos arcaicos de la misma sugieren que no es una invención, sino que representa una fórmula tradicional como podría ser preservada en los libros oficiales pontificales. El pontifex que asistía al acto dictaba la fórmula. La sintaxis es repetitiva e inconexa, a diferencia de las plegarias que con forma literaria se producían durante ese período en la poesía de Ovidio y otros.
Las deidades invocadas pertenecían a las más antiguas tradiciones religiosas de Roma, como la tríada arcaica de Júpiter, Marte y Quirino. Livio incluso explica que va a poner todo su empeño en describir este ritual arcaico de la devotio porque "la memoria de toda costumbre humana y religiosa se ha secado ante la preferencia por todo lo novedoso y extraño".
La plegaria es pronunciada por Publio Decio Mus, el cónsul del 340 a. C., durante las guerras samnitas. Se compromete a ofrecerse a sí mismo como sacrificio a los dioses infernales cuando entre en batalla contra los latinos y la situación fuese desesperada. El pontifex le instruía para ponerse la toga pretexta, con su cabeza velada (capite velato) y, con una mano que sale debajo de su toga tocaba su barbilla, hasta situarse sobre una lanza colocada bajo sus pies y pronunciaba lo siguiente:
"Jano, Júpiter, Mars Pater, Quirino, Bellona, Lares, Divi Novensiles, Di Indigetes, y los dioses cuyo poder se extiende sobre nosotros y sobre nuestros enemigos, los dioses Manes, os suplico, os venero, os pido vuestro favor y os ruego que se aumente nuestro poder y el éxito del pueblo romano... Como me he pronunciado en estos términos,... Consagro las legiones y auxiliares del enemigo junto a mí mismo, a los divinos Manes y a la Tierra".
Macrobio dice que el general que se ofrece: "toca la tierra mientras ora a Tellus y levanta sus manos al cielo, al pronunciar el nombre de Júpiter".